# Billerud
Billerud AB (tidligere BillerudKorsnäs AB) er en svensk skovindustrikoncern, der producerer papirmasse og papir. Den blev etableret i november 2012 ved en fusion mellem Billerud AB og Korsnäs AB. Selskabet er opdelt i tre divisioner: Forbruger- og fødevareemballage, bølgepapemballage og papiremballage.
I marts 2022 opkøbte BillerudKorsnäs det USA-baserede selskab Verso Corporation, der producerer bestrøget papir, for $825 mio. kontant. I forbindelse med opkøbet forenklede virksomheden i oktober 2022 sit navn fra BillerudKorsnäs til Billerud.